# Sporobolus wrightii
Sporobolus wrightii — вид травы, произрастает на западе Соединенных Штатов, а также в западной, северной и центральной Мексике.
Вид назван в честь американского путешественника Чарльза Райта.

## Описание
Этот вид представляет собой многолетнее кустарниковое растение с толстыми стеблями, которые могут достигать 2,5 метров в высоту. Листья от 20 до 70 сантиметров в длину. Метелка имеет копьевидную форму по очертаниям и достигает 60 сантиметров в длину. Содержит пурпурные или зеленоватые колоски.

## Использование
Являются хорошими садовыми растениями, они обычно считаются низшими пастбищами, но семена съедобны и питательны; они использовались в качестве пищи.

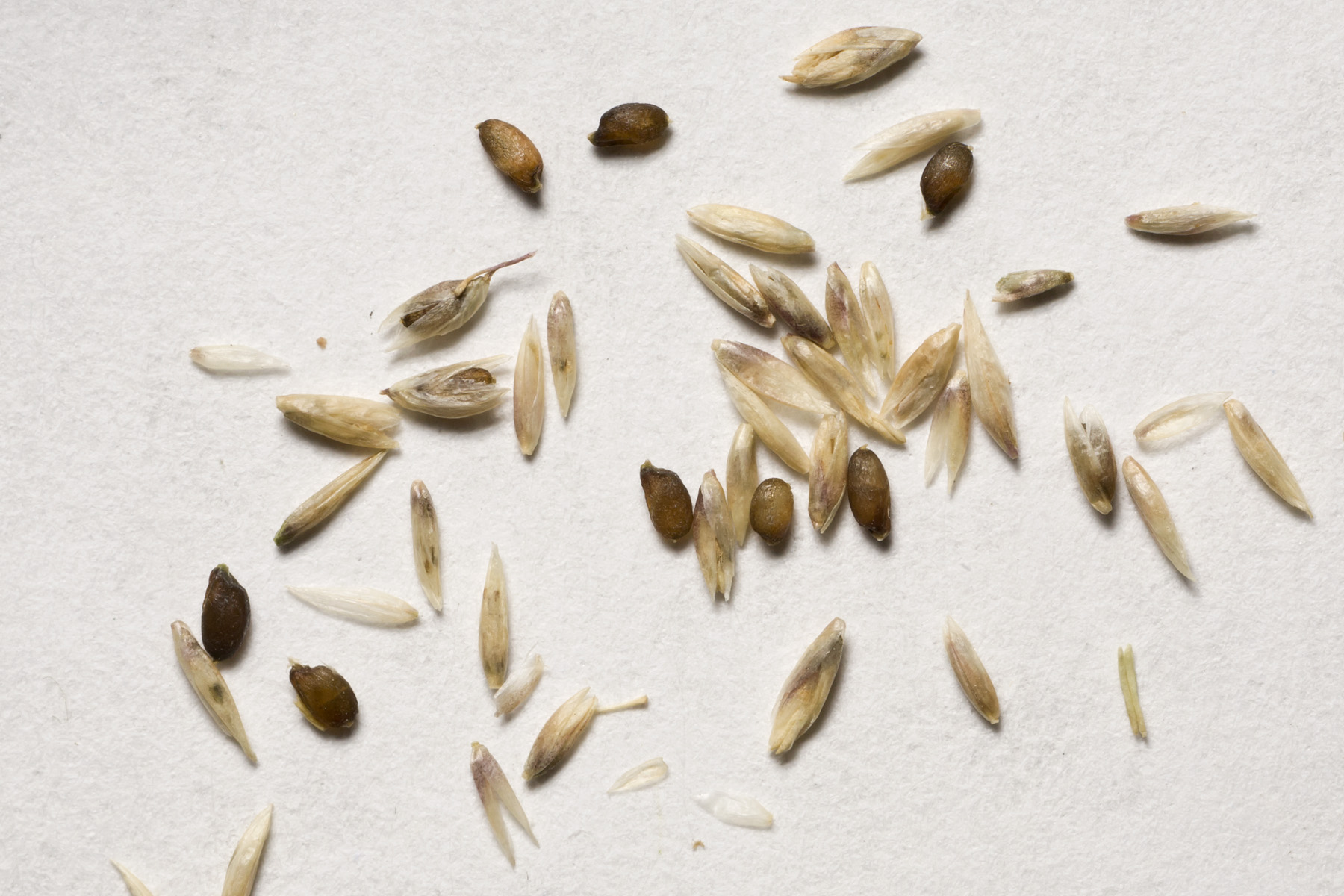
Семена Sporobolus wrightii

## Экология
Это растение произрастает на равнинах и пустынных лугах, в кустарниковых степях и пустынных кустарниковых местообитаниях. Это может произойти в пустынных водно-болотных угодьях, таких как пустынные болота, сезонные озера и поймы. В такой среде обитания это важный вид для предотвращения эрозии и замедления стока за счет улавливания отложений. Это может быть общим для видных или доминирующих видов. Он доминирует на некоторых лугах в своем родном ареале, наряду с другими обычными травами. Этот тип пастбищ был сокращен до части своего первозданного ареала из-за таких факторов, как чрезмерный выпас скота и отвод воды по каналам.
Эта трава обеспечивает хороший корм для скота, производя большое количество зелёного вещества. Это важный вид для травоядных животных на лугах в некоторых частях Аризоны. Он также ценен для дикой природы.